# باي بال مافيا

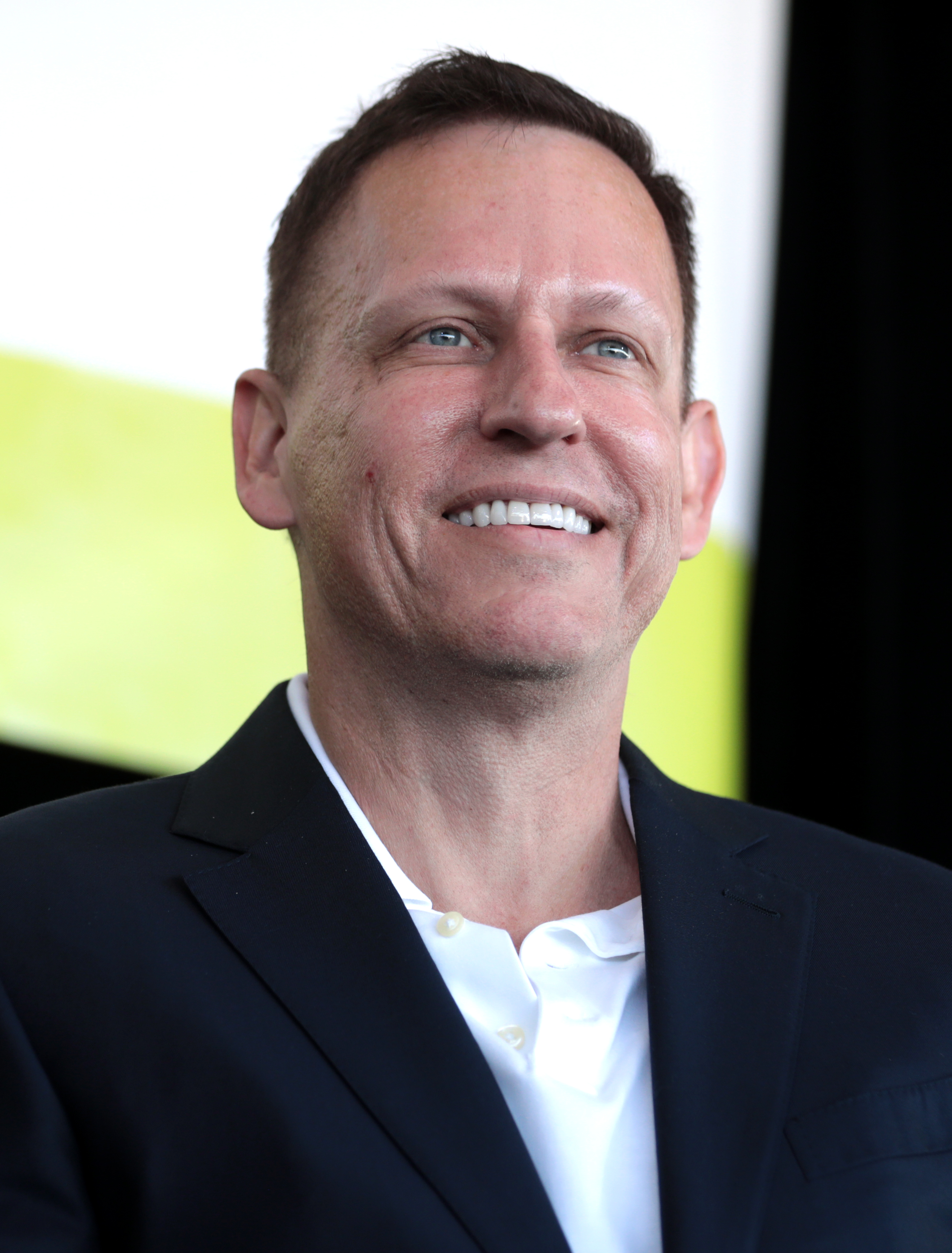
بيتر ثيل

باي بال مافيا (بالإنجليزية: PayPal Mafia)‏ هي مجموعة من الموظفين والشركاء المؤسسين لشركة باي بال السابقين الذين أسسوا منذ ذلك الحين وطوروا شركات تقنية إضافية مثل شركة تسلا موتورز، لينكد إن، وبالانتير للتكنولوجيا، وسبيس إكس وأفيرم القابضة [الإنجليزية] وSlide كيفا يوتيوب وموقع ييلب وشركة يأمر. التحق معظم الأعضاء بجامعة ستانفورد أو جامعة إلينوي في أوربانا شامبين في مراحل دراستهم.

## تاريخه
في الأصل كانت باي بال عبارة عن خدمة تحويل أموال تقدمها شركة تسمى كونفينيتي [الإنجليزية] والتي استحوذت عليها إكس دوت كوم في عام 1999. في وقت لاحق، تمت إعادة تسمية إكس دوت كوم باسم باي بال وتم شراؤها بواسطة إيباي عام 2002. واجه موظفو باي بال الأصليون صعوبة في التكيف مع ثقافة الشركة الأكثر تقليدية في إيباي وفي غضون أربع سنوات، غادر جميع الموظفين الـ 50 الأوائل باستثناء 12 موظف. ظلوا على اتصال كمعارف اجتماعية وتجارية، وعمل عدد منهم معاً لتشكيل شركات جديدة وشركات مجازفة في السنوات اللاحقة. أصبحت هذه المجموعة من خريجي باي بال غزيرة الإنتاج لدرجة أن مصطلح باي بال مافيا تم صياغته وقتها. اكتسب المصطلح انتشار أوسع عندما استخدم مقال عام 2007 في مجلة فورتشن الاقتصادية الأمريكية العبارة في عنوانها الرئيسي وظهر صورة لموظفي باي بال السابقين في ملابس تشبه ملابس عصابات المافيا.

## الأعضاء
الأفراد الذين تشير إليهم وسائل الإعلام كأعضاء في ما يسمى مصطلح باي بال مافيا تتضمن:[بحاجة لرقم الصفحة]
1. بيتر ثيل، مؤسس باي بال ورئيسه التنفيذي السابق، ويُشار إليه أحيانًا بـ"دون مافيا باي بال" (بالإنجليزية: "don" of the PayPal Mafia)‏. يشغل منصب رئيس مجلس إدارة بالانتير للتكنولوجيا، وكان أحد مؤسسي فاوندرز فاند [الإنجليزية]، وكان أول مستثمر خارجي في فيسبوك.
2. ماكس ليفشين: المؤسس ورئيس قسم التكنولوجيا في باي بال
3. إيلون ماسك: مؤسس إكس دوت كوم الذي استحوذ على شركة كونفينيتي [الإنجليزية]. أصبح إيلون ماسك فيما بعد مستثمرًا مبكرًا في تسلا موتورز، ثم أسس سبيس إكس ونيورالينك وأوبن أيه آي وشركة بورنج كمباني، وكان رئيسًا لشركة سولار سيتي قبل استحواذها على تيسلا.
4. ديفيد ساكس، الرئيس التنفيذي السابق للعمليات في باي بال الذي أسس لاحقًا Geni.com ويأمر
5. سكوت بانيستر، مستشار مبكر وعضو مجلس إدارة في باي بال.[7]
6. رولوف بوتا: المدير المالي السابق لشركة باي بال والذي أصبح لاحقًا شريكًا وكبير المشرفين في شركة رأس المال الاستثماري سيكويا كابيتال
7. ستيف تشين: مهندس باي بال سابق شارك في تأسيس يوتيوب.
8. ريد هوفمان: نائب الرئيس التنفيذي السابق الذي أسس فيما بعد لينكد إن وكان من أوائل المستثمرين في شركة فيس بوك، أفياري
9. كين هوري: المدير المالي السابق لشركة باي بال والذي أصبح شريكًا في صندوق فاوندر [الإنجليزية]
10. تشاد هيرلي: مصمم الويب السابق في باي بال والذي شارك في تأسيس شركة يوتيوب
11. إريك إم جاكسون: الذي كتب كتاب حروب باي بال [الإنجليزية] وأصبح الرئيس التنفيذي لـ WND Books وشارك في تأسيس CapLinked
12. جاويد كريم: مهندس باي بال سابق شارك في تأسيس موقع يوتيوب
13. جاريد كوبف: باي بال السابق (المساعد التنفيذي لبيتر ثيل) الذي شارك في تأسيس Slide وHomeRun وNextRoll
14. ديف مكلور: مدير التسويق السابق في باي بال، وهو مستثمر ممول للغاية للشركات الناشئة
15. أندرو ماكورماك، المؤسس المشارك لشركة Valar Ventures
16. أصبح لوك نوسيك، المؤسس المشارك لـ باي بال ونائب الرئيس السابق للتسويق والاستراتيجية، شريك في صندوق فاوندر [الإنجليزية] مع Peter Thiel وKen Howery
17. كيث رابوا: المدير التنفيذي السابق في باي بال الذي عمل لاحقًا في لينكد إن وغيرها من الشركات
18. جاك سيلبي، نائب الرئيس السابق للتطوير المؤسسي والدولي في باي بال الذي شارك في تأسيس كلاريوم كابيتال [الإنجليزية] مع بيتر ثيل، وأصبح لاحقًا المدير الإداري لشركة Grandmaster Capital Management
19. بريمال شاه، مدير المنتجات السابق في باي بال، والرئيس المؤسس لكيفا اورغ
20. راسل سيمونز، مهندس باي بال السابق الذي شارك في تأسيس موقع يلب
21. جيريمي ستوبلمان، نائب الرئيس السابق للتكنولوجيا في باي بال والذي شارك لاحقًا في تأسيس موقع يلب
22. ييشان وونغ [الإنجليزية]، المدير الهندسي السابق في باي بال، عمل لاحقًا في فيسبوك وأصبح الرئيس التنفيذي لشركة ريديت

## الإرث
يعود الفضل أحيانًا إلى ظهور باي بال مافيا في إلهام عودة ظهور شركات الإنترنت التي تركز على المستهلك بعد انهيار الإنترنت عام 2001. تمت مقارنة ظاهرة باي بال مافيا بتأسيس شركة انتل في أواخر الستينيات من قبل المهندسين الذين أسسوا سابقًا فيرتشايلد لأشباه الموصلات بعد مغادرة مختبر شوكلي لأشباه الموصلات [الإنجليزية]. تمت مناقشتهما في كتاب الصحفية سارا لاسي بمجرد أن تكون محظوظا، أنت جيد مرتين. وفقًا لـااصحفية سارا لاسي، لعبت عملية الاختيار والتعلم التقني في باي بال دورًا، لكن العامل الرئيسي وراء نجاحهم المستقبلي كان الثقة التي اكتسبوها هناك. نجاحهم يعود لشبابهم. البنية التحتية المادية والثقافية والاقتصادية لوادي السيليكون؛ وتنوع مهاراتهم. شجع مؤسسو باي بال الروابط الاجتماعية القوية بين موظفيها، واستمر الكثير منهم في الثقة ودعم بعضهم البعض بعد مغادرة باي بال. كما ساهمت البيئة التنافسية الشديدة والنضال المشترك للحفاظ على قدرة الشركة على الوفاء بالتزاماتها على الرغم من العديد من النكسات في تكوين صداقة قوية ودائمة بين الموظفين السابقين.

## كتب ودراسات
عام 2022 نشر جيمي سوني [الإنجليزية] كتاب المؤسسون: قصة باي بال (بالإنجليزية: The Founders: The Story of Paypal and the Entrepreneurs Who Shaped Silicon Valley)‏، والذي يروي قصة أيام شركة باي بال الأولى وعلاقاتها بشركات وادي السيليكون الناشئة اليوم مع باي بال. يتضمن الكتاب مقابلات مع أعضاء باي بال مافيا، بالإضافة إلى وجهات نظر الأفراد الذين تم استبعادهم من ميزات الصفحة الأولى وعناوين اللافتات ولكنهم كانوا محوريين في نجاح باي بال.
في كتاب  بعنوان "علم المؤثرين والناشرين الفائقين للفيروس" (بالإنجليزية: The Science of Influencers and Superspreaders)‏ في  قسم "الشبكات والذكاء الاصطناعي في التمويل" (بالإنجليزية: Networks and Artificial Intelligence in Finance)‏، يستكشف هذا التداخل الديناميكي بين علم الشبكات والذكاء الاصطناعي في مجال التمويل الحديث. نتتبع تطور شبكات رأس المال الاستثماري منذ نشأة وادي السيليكون وصولاً إلى ظواهر حديثة مثل مافيا باي بال، كاشفين عن أنماط الابتكار والتأثير. ثم تدرس الدراسة التأثير التحويلي للذكاء الاصطناعي على عمليات الدمج والاستحواذ، مسلطةً الضوء على تعزيز الكفاءة في إجراءات العناية الواجبة واتخاذ القرارات. يكشف تحليلنا لشبكات المستثمرين المؤسسيين في الطروحات العامة الأولية الإيطالية عن أنماط مثيرة للاهتمام لتركيز رأس المال.

## السياسة
أعرب بعض أعضاء المجموعة، مثل بيتر ثيل وديفيد ساكس وإيلون ماسك، لاحقًا عن آراء سياسية ليبرالية ومحافظة. على النقيض من ذلك، كان ريد هوفمان بانتظام أحد أكبر المتبرعين للعديد من الحملات والدفعات السياسية الديمقراطية.
بعد الانتخابات الرئاسية الأمريكية لعام 2024، كتبت مجلة الإيكونوميست أن مافيا باي بال ستسيطر على الحكومة الأمريكية مع إعادة انتخاب دونالد ترامب. أصبح جيه دي فانس، تلميذ ثيل، نائب ترامب،[ وأصبح ماسك وزير لوزارة كفاءة الحكومة الجديدة (DOGE)، وأصبح ساكس مستشارًا لترامب في مجال الذكاء الاصطناعي والعملات المشفرة. تبرع ماسك وحده بأكثر من 250 مليون دولار لحملة ترامب الرئاسية. ويعد ثيل وساكس محافظان سياسيان راسخان، وهما منذ فترة طويلة حالة شاذة في وادي السيليكون. أما ايلون ماسك ومارك أندرسن، فقد انحرفا نحو اليمين مؤخرًا وسط ما اعتبراه إهانات من إدارة بايدن، والتي اعتبراها تدخلًا مفرطًا.
كما رُشِّح جيم أونيل، المدير التنفيذي للتكنولوجيا الطبية والمؤسس المشارك لبرنامج زمالة ثيل، الذي يدعم رواد الأعمال الذين تركوا الدراسة الجامعية، نائبًا لوزير الصحة والخدمات الإنسانية. شغل أونيل أيضًا منصب المدير الإداري لشركة ميثريل كابيتال مانجمنت، وهي شركة شارك ثيل في تأسيسها، حيث بدأ نائب الرئيس جيه دي فانس مسيرته في مجال رأس المال الاستثماري.

## روابط خارجية
- مؤسسة وشركات باي بال مافيا fleximize.com